# Wilmington (Caroline du Nord)
Pour les articles homonymes, voir Wilmington.
Wilmington est une ville portuaire, dans le comté de New Hanover, dans le sud-est de la Caroline du Nord, aux États-Unis.
La population est de 106 476 habitants selon le recensement de 2010, ce qui en fait la huitième ville la plus peuplée de l'État de Caroline du Nord et la principale ville de la région. Sa région métropolitaine couvre les comtés de New Hanover, de Brunswick, et de Pender, et a une population de 362 315 habitants selon le recensement de 2010.
C'est une des destinations principales des habitants de Raleigh ou Charlotte pour les vacances à l'océan. De nombreuses stations balnéaires, telles que Wrightsville Beach, sont présentes aux alentours.

## Historique
La ville de Wilmington a été nommée en l'honneur de Spencer Compton, 1er comte de Wilmington, qui a été Premier ministre sous le roi George II.
Le 10 novembre 1898 a lieu l'insurrection de Wilmington, un pogrom de suprématistes blanc contre la communauté afro-américaine de la ville qui tuent environ 60 personnes et imposent leurs dirigeants[Quoi ?].

## Géographie
La ville est située sur le fleuve Cape Fear (« Le cap de la peur ») à une trentaine de kilomètres de son embouchure, et à une dizaine de kilomètres de la côte de l'océan Atlantique.
La ville est le terminus de l'Interstate 40 qui commence à Barstow au nord-est de Los Angeles, à l'Interstate 15, la porte d'entrée sud de la Californie, à 4 110 km de là, en passant par de nombreuses grandes villes et capitales d'État comme Oklahoma City, Memphis, Newport, Asheville, Durham et Raleigh.

### Climat

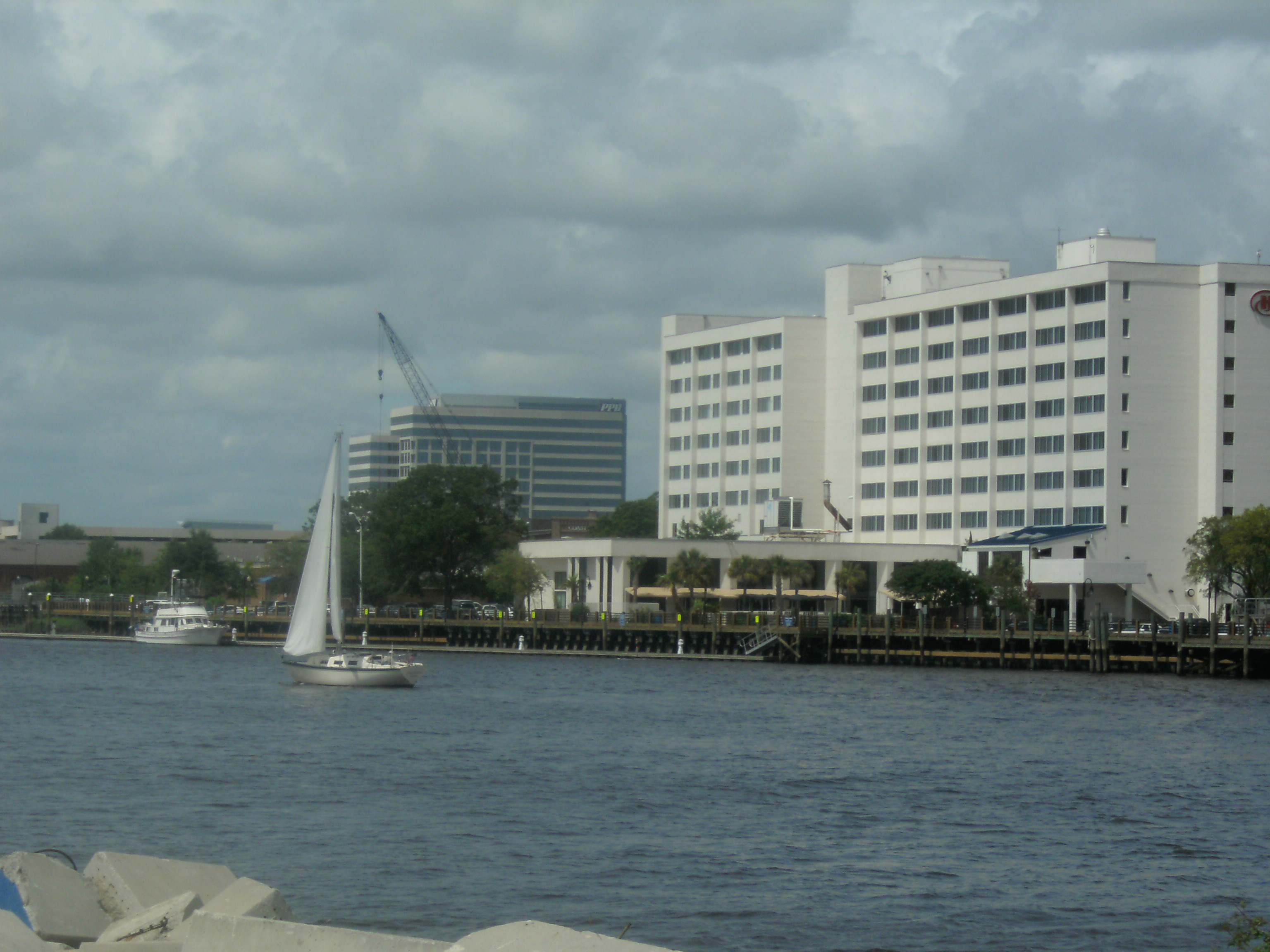
Rive nord.

Wilmington a un climat subtropical humide, typique des États-Unis du sud-est.
- Les hivers sont généralement doux, avec des températures maximales moyennes en janvier qui tournent autour de 12 à 13 °C et des températures minimales moyennes de 1 à 2 °C. Les chutes de neige sont rares et généralement légères.
- Le printemps débute fin février jusqu'au début du mois de mai. La présence d'une végétation dense et abondante dans le secteur produit beaucoup de pollen ce qui tend à couvrir les toits et les voitures d'une pellicule jaune.
- L'été apporte une humidité élevée avec des températures maximales souvent supérieures à 32 - 34 °C. En raison de la proximité des eaux chaudes de l'océan Atlantique, la région peut être frappée par un cyclone tropical pendant l'été, à une moyenne de une fois tous les sept ans.
- L'automne est aussi généralement humide au début, avec les mêmes menaces tropicales que l'été. Certains arbres à feuilles caduques perdent leurs feuilles, mais la plupart des arbres de la région sont persistants et restent donc verts toute l'année[3].

### Urbanisme

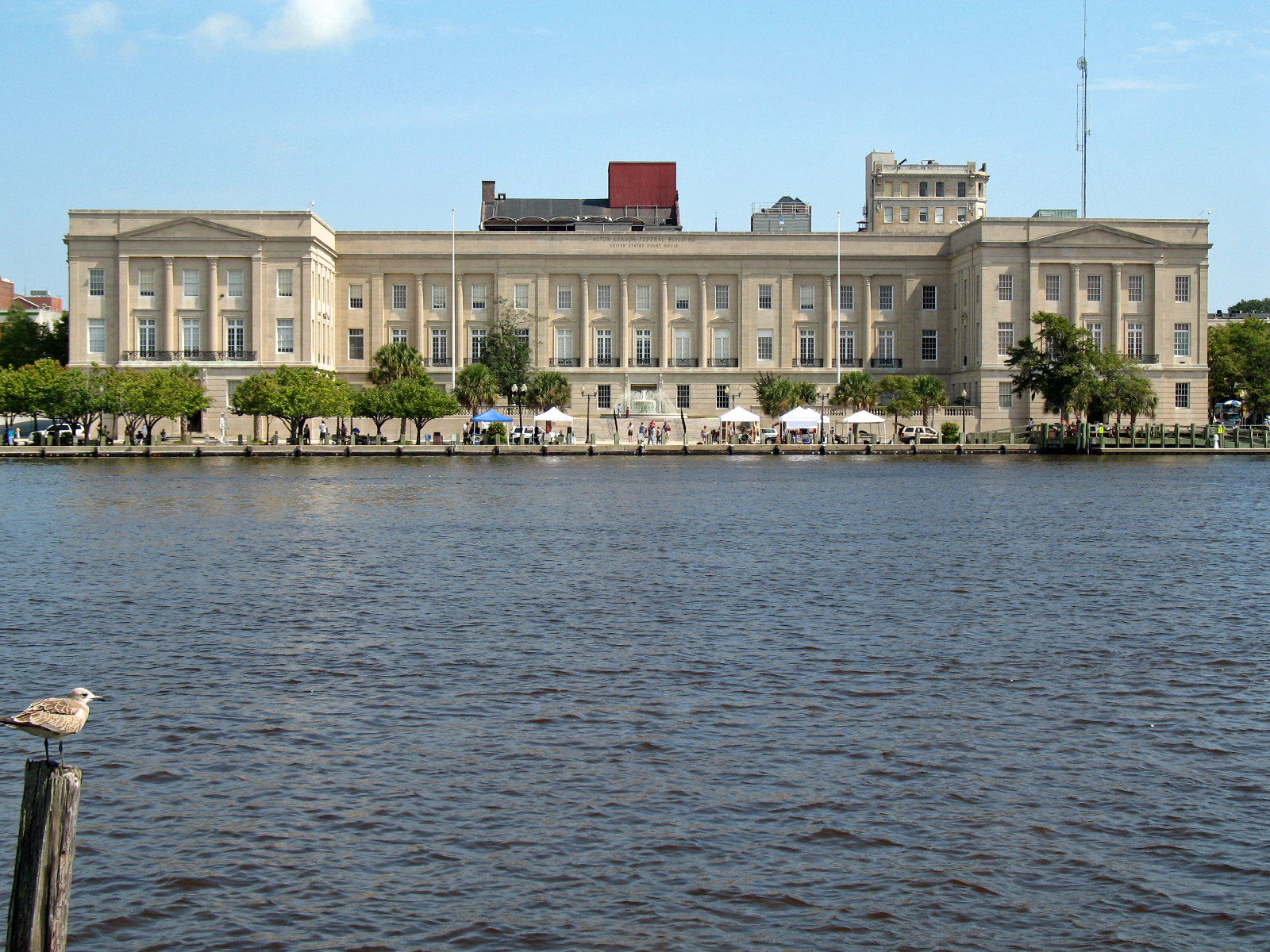
Bâtiment fédéral et cour de justice.

Wilmington possède l'un des plus grands quartiers historiques, couvrant près de 300 bâtiments. D'anciens entrepôts abandonnés dans l'extrémité nord du centre-ville ont été démolis afin de faire de la place pour des projets de plusieurs millions de dollars comme le siège mondial du Pharmaceutical Product Development (PPD) et un centre des congrès d'art[pas clair].
Quelques monuments et bâtiments historiques :
- The George Davis Monument ;
- The Confederate Memorial ;
- The Bellamy Mansion ;
- Cotton Exchange of Wilmington ;
- The Temple of Israel ;
- The Murchison Building.

## Économie
Wilmington comprend des industries de tous types, électriques, médicales, d'électronique et de télécommunications, vestimentaires, agro-alimentaires, de papeterie et de produits pharmaceutiques.
Wilmington aide à la recherche et détient une partie du Research Triangle Park de Raleigh.
Le tourisme est important pour l'économie de Wilmington, en raison de sa proximité avec l'océan et sa vie nocturne animée.
La production de films joue également un rôle important dans l'économie de la ville. La ville a été classée no 2 dans le Nation dans une étude nationale pour l'année 2007 la croissance des emplois d'avenir.
Wilmington occupe la 32e place du classement de Forbes Magazine des « meilleurs lieux pour faire des affaires et faire carrière » de l'année 2010.[réf. souhaitée]

### Cinéma
Wilmington est la maison des Studios EUE Screen Gems, le troisième plus grand établissement pour ses installations après la Californie. Il abrite le plus grand réservoir d'eau d'effets spéciaux en Amérique du Nord. Depuis l'ouverture du studio en 1984, Wilmington est devenu un centre majeur du cinéma américain et de la production télévisuelle. Les films tels que Le Temps d'un automne (A Walk To Remember), Blue Velvet, Week-end chez Bernie, Les Tortues ninja (Teenage Mutant Ninja Turtles), Empire Records, Les Nerfs à vif (Cape Fear), Le Chevalier Black (Black Knight), 28 jours en sursis, The Crow, Nos nuits à Rodanthe (Nights in Rodanthe), Charlie (Firestarter), Maximum Overdrive, Le Chacal (The Jackal), Les Nuits avec mon ennemi (Sleeping with the Enemy), Le Grand Saut (The Hudsucker Proxy), Les Désastreuses Aventures des orphelins Baudelaire (Lemony Snicket's A Series of Unfortunate Events), Une bouteille à la mer, L'Intrus (Domestic Disturbance), Aux bons soins du docteur Kellogg (The Road to Wellville), Sans pitié, et Hounddog, ainsi que, pour la télévision, des émissions comme Matlock, Surface, Dawson , Les Frères Scott, Under the Dome et la série de HBO Kenny Powers (Eastbound & Down) y ont été produits. L'adaptation américaine de la série australienne, Secrets and Lies, a également été tournée en ces lieux.

## Criminalité

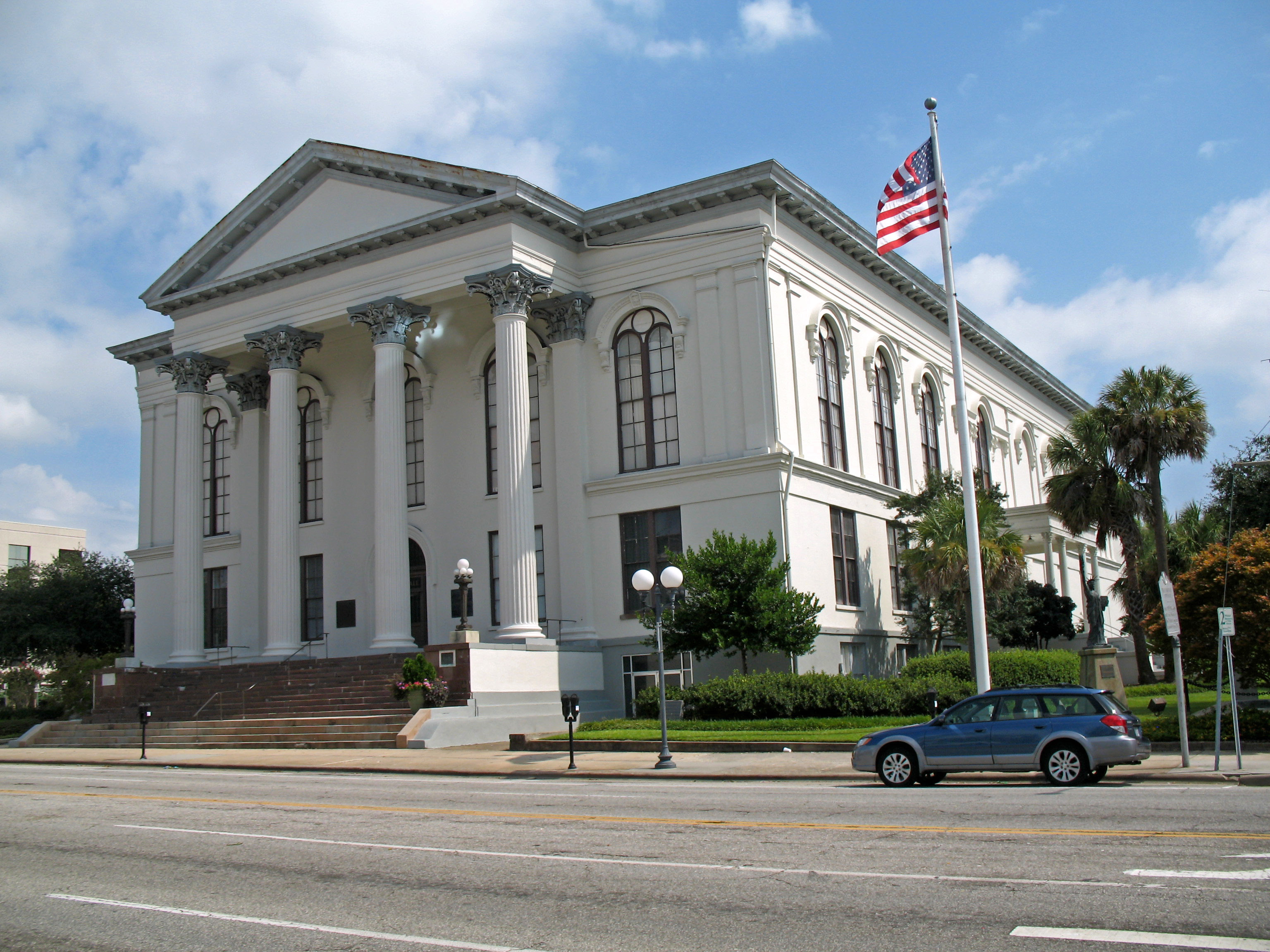
Mairie

Au cours des années 2006 à 2008, les taux de criminalité, tels que déclarés par la Federal Bureau of Investigation et le Uniform Crime Reports, ont diminué dans 6 des 8 catégories signalées.
| Année | Meurtres | Viols | Vols avec violence | Agressions | Cambriolage | Vols sans violence | MVT   | Incendie volontaire |
| ----- | -------- | ----- | ------------------ | ---------- | ----------- | ------------------ | ----- | ------------------- |
| 2006  | 7.4      | 65.4  | 431.5              | 398.8      | 1,787.0     | 4,078.2            | 682.5 | 23.2                |
| 2007  | 10.4     | 60.3  | 358.9              | 424.4      | 1,703.8     | 3,761.2            | 667.8 | 16.6                |
| 2008  | 12.2     | 49.8  | 324.2              | 404.5      | 1,489.0     | 3,511.5            | 535.6 | 15.2                |

## Démographie
| Groupe            | Wilmington | Caroline du Nord | États-Unis |
| ----------------- | ---------- | ---------------- | ---------- |
| Blancs            | 73,5       | 68,5             | 72,4       |
| Afro-Américains   | 19,9       | 21,5             | 12,6       |
| Autres            | 2,7        | 4,4              | 6,4        |
| Métis             | 2,2        | 2,2              | 2,9        |
| Asiatiques        | 1,2        | 2,2              | 4,8        |
| Amérindiens       | 0,5        | 1,3              | 0,9        |
| Total             | 100        | 100              | 100        |
|                   |            |                  |            |
| Latino-Américains | 6,1        | 8,4              | 16,7       |

| 1800  | 1820  | 1830  | 1840  | 1850  | 1860  |
| ----- | ----- | ----- | ----- | ----- | ----- |
| 1 689 | 2 633 | 3 791 | 5 335 | 7 264 | 9 552 |

| 1870   | 1880   | 1890   | 1900   | 1910   | 1920   |
| ------ | ------ | ------ | ------ | ------ | ------ |
| 13 446 | 17 350 | 20 056 | 20 976 | 25 748 | 33 372 |

| 1930   | 1940   | 1950   | 1960   | 1970   | 1980   |
| ------ | ------ | ------ | ------ | ------ | ------ |
| 32 270 | 33 407 | 45 043 | 44 013 | 46 169 | 44 000 |

| 1990   | 2000   | 2010    | 2020    | - | - |
| ------ | ------ | ------- | ------- | - | - |
| 55 530 | 75 838 | 106 476 | 115 451 | - | - |

## Transports

### Aéroport
La ville de Wilmington possède un aéroport, le Wilmington International Airport (ILM). Il dessert plus de 900 000 passagers par an.
Il est situé à 6,4 km (4 miles) du centre-ville.

### Autoroutes
Il y a 3 autoroutes inter-États (interstate) :
- Interstate 40 (I-40)
- Interstate 140
- Interstate 20

Mais aussi d'autres routes telles que NC 132 et NC 133 ainsi que des U.S Routes
Les transports en commun sont fournis par "The Cape Fear Public Transportation Authority" qui gère des lignes de bus fixes, des navettes et un trolleybus gratuit "Wave Transit" qui va dans le centre. Il y a également un service quotidien de bus interurbains pour aller à Raleigh qui est fourni par Greyhound Lines.
La ville de Wilmington offre des installations d'amarrage transitoires le long du fleuve Cape Fear où est stationnée une des trois National Defense Reserve Fleet.

## Jumelages
- Dandong (Chine) depuis 1986
- Doncaster (Royaume-Uni) depuis 1989
- Bridgetown (Barbade) depuis 2004

## Galerie photographique

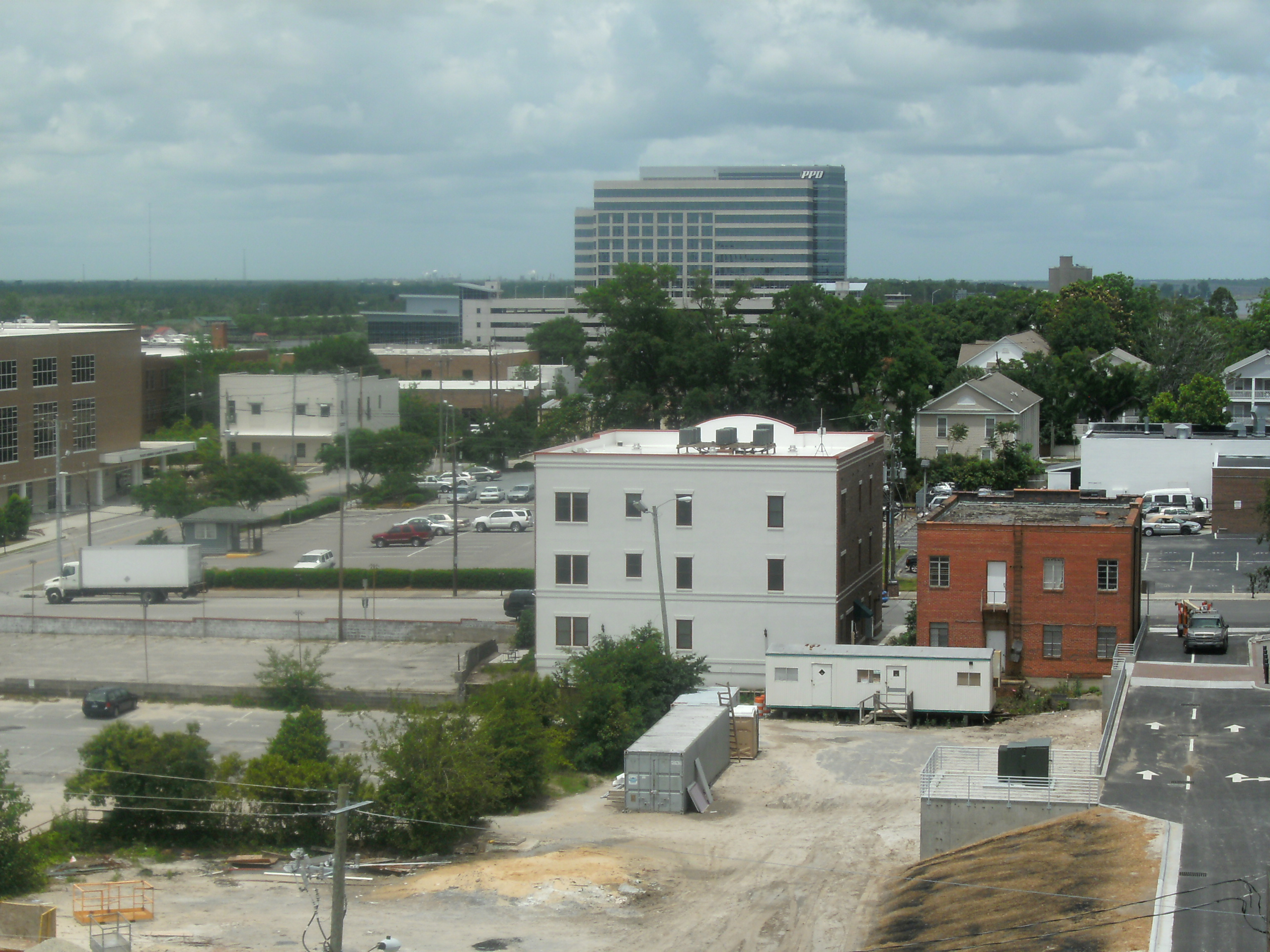
Vue générale du centre-ville.
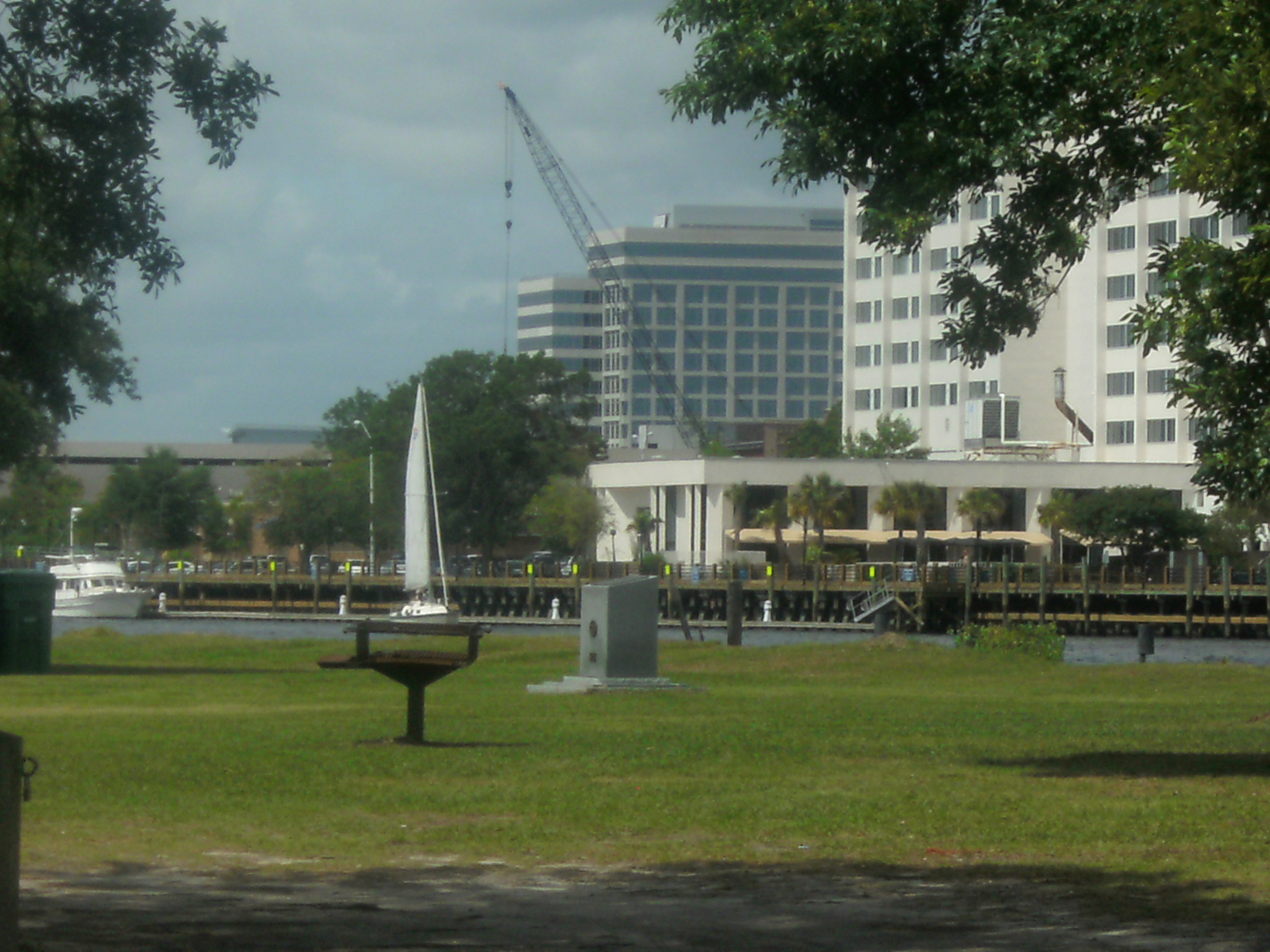
Les berges dans le centre-ville.
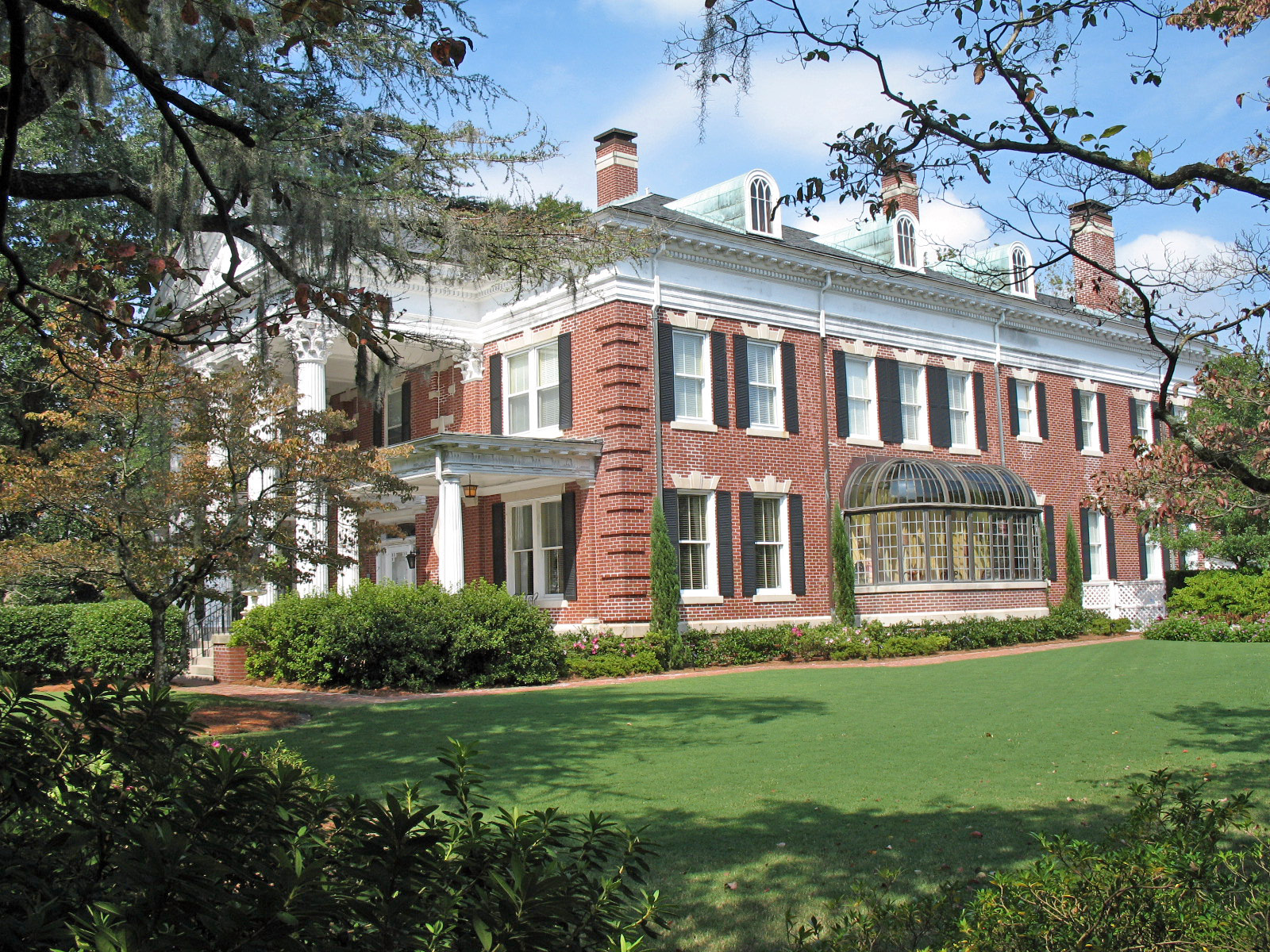
Kenan House.
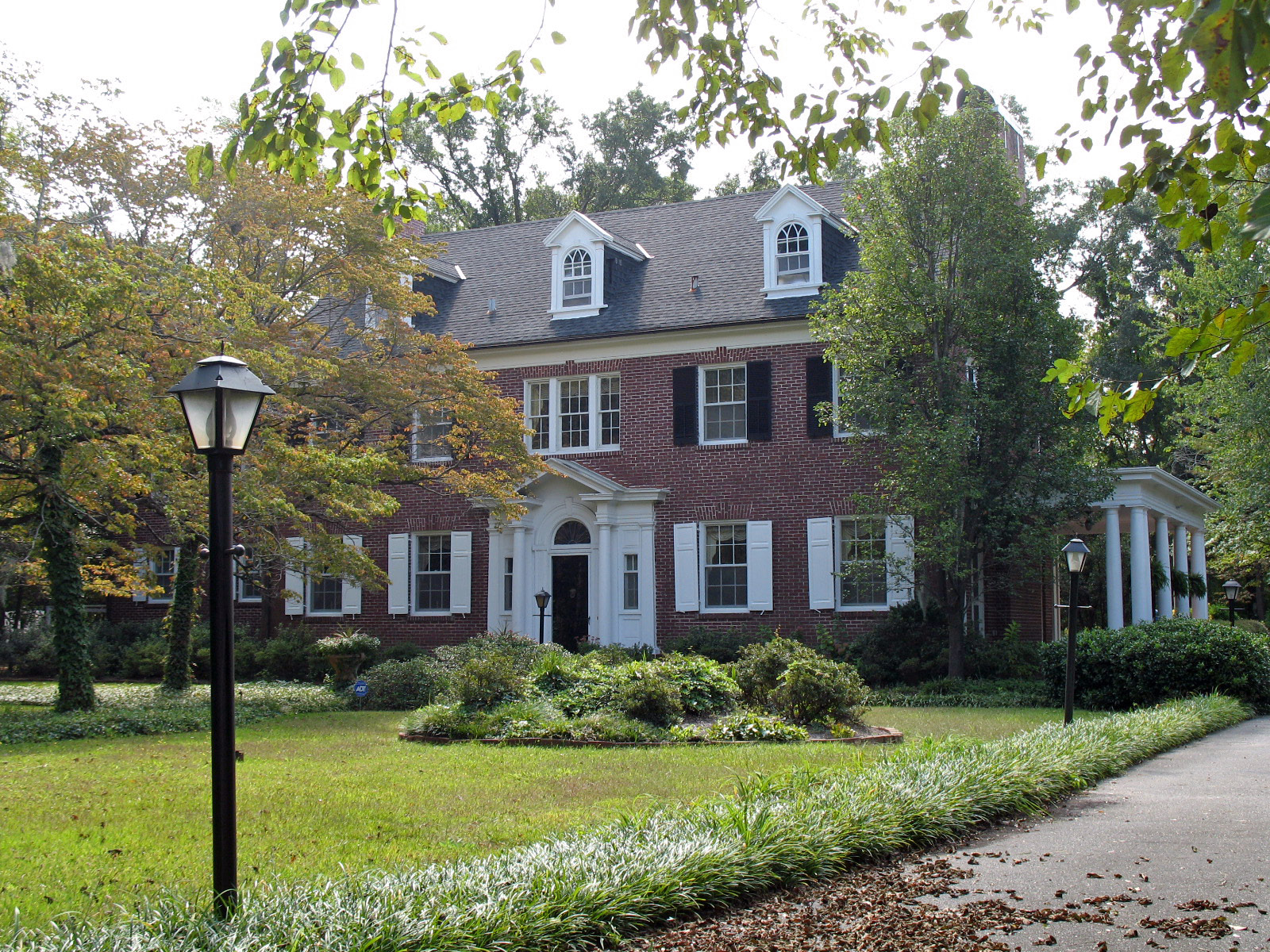
1704 Market Street.
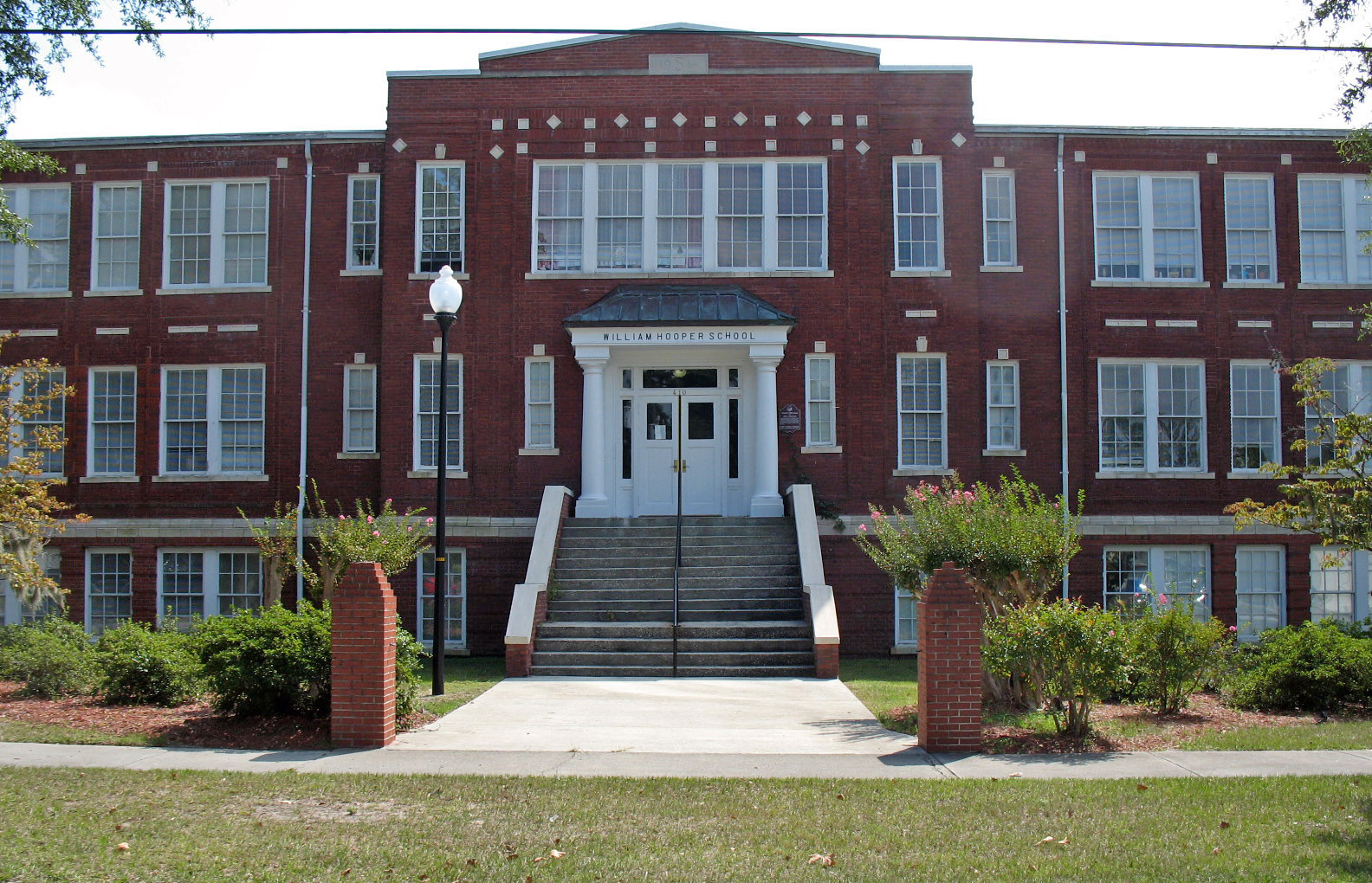
L'école William Hooper.
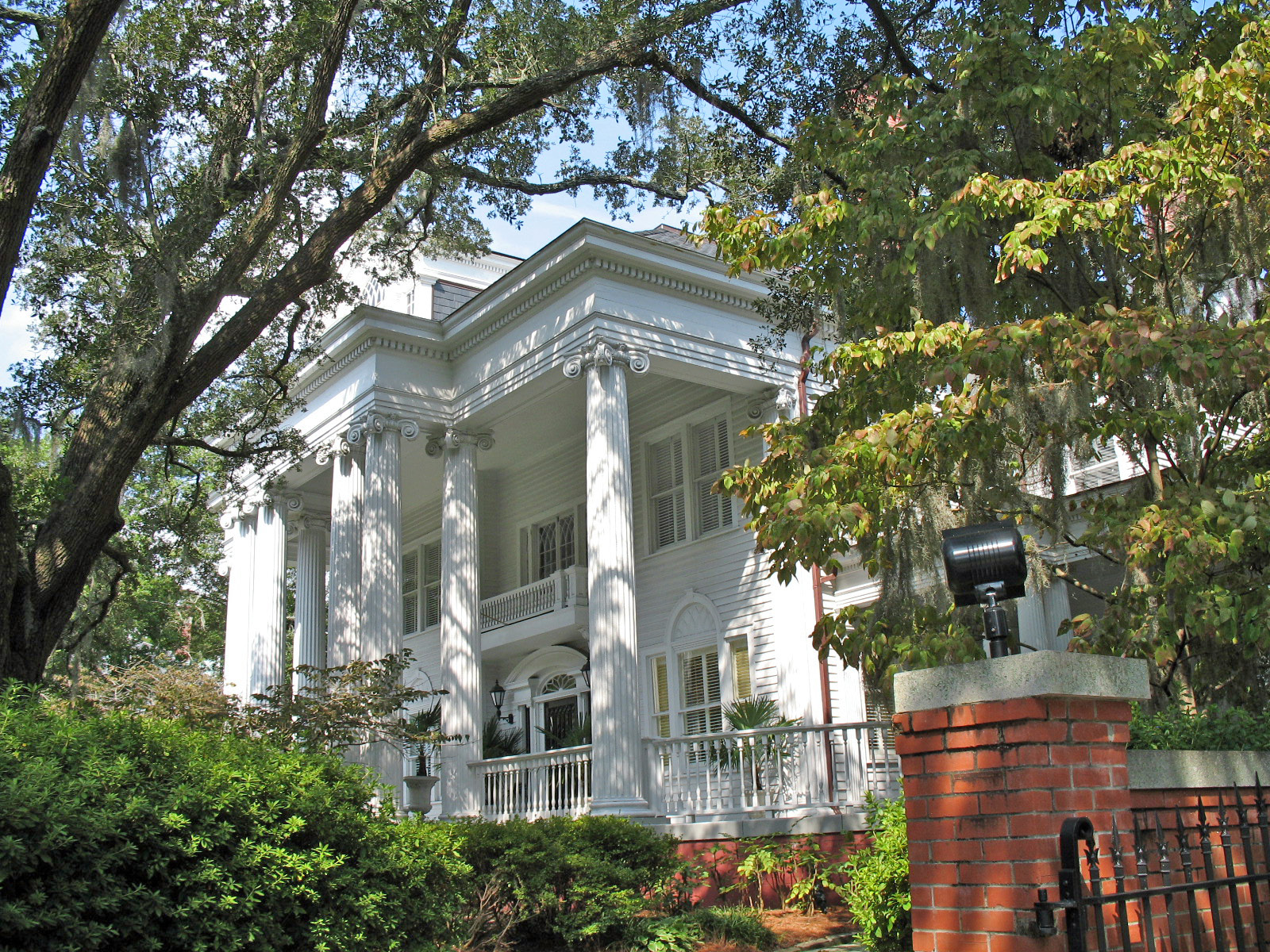
Wise Alumni House.
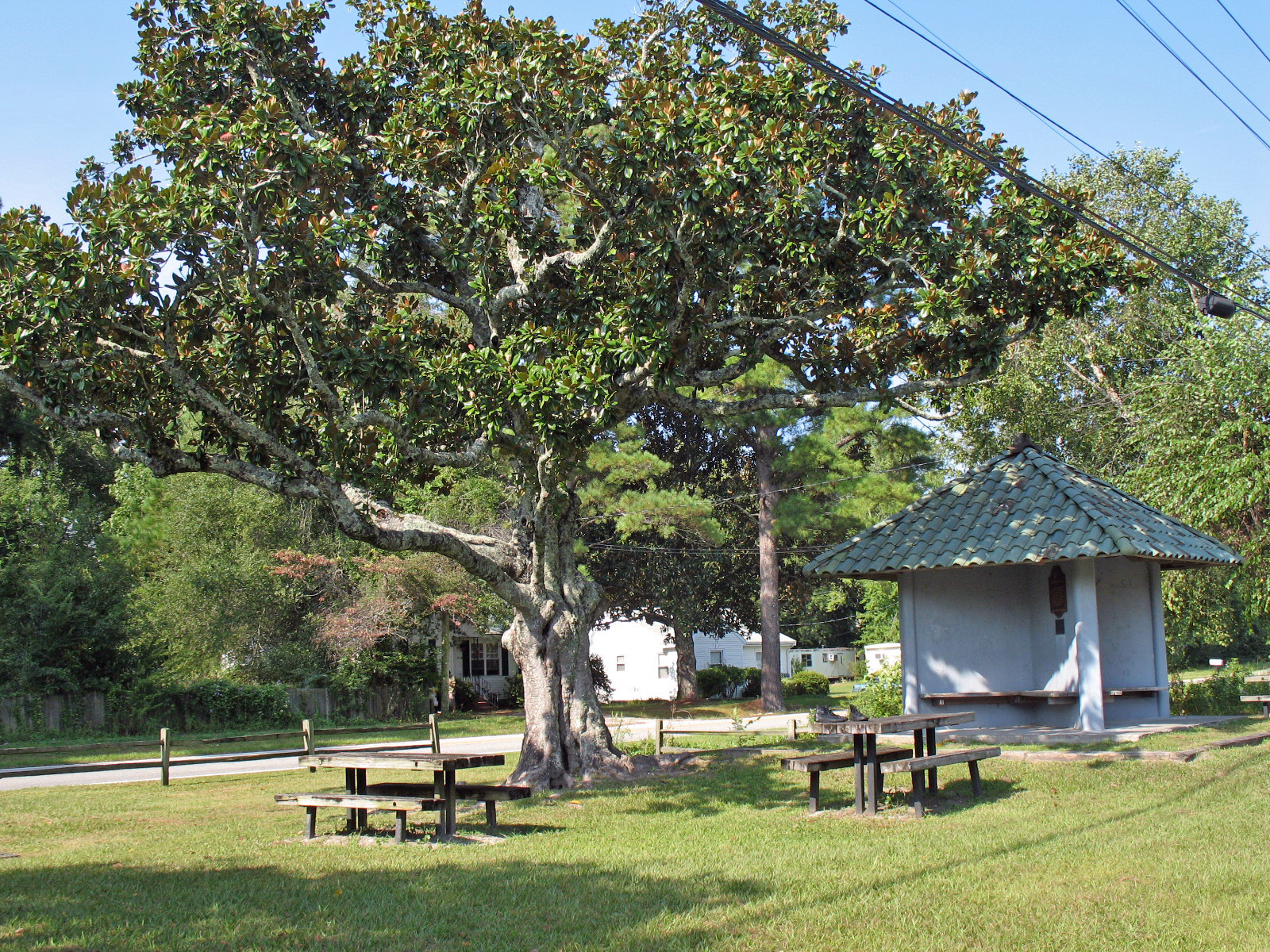
La station de trolley Audubon.
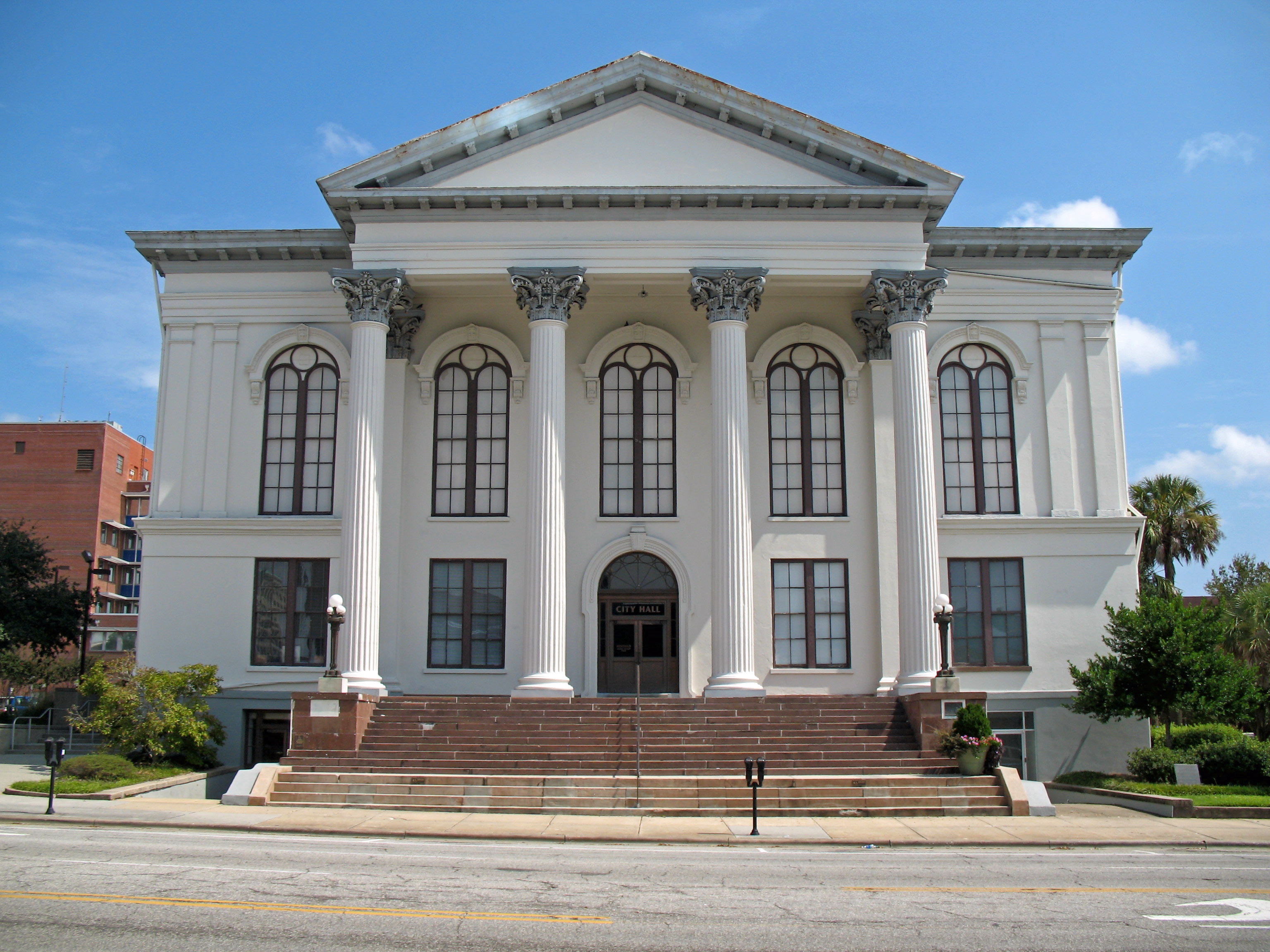
Thalian Hall, l'Hôtel de ville.
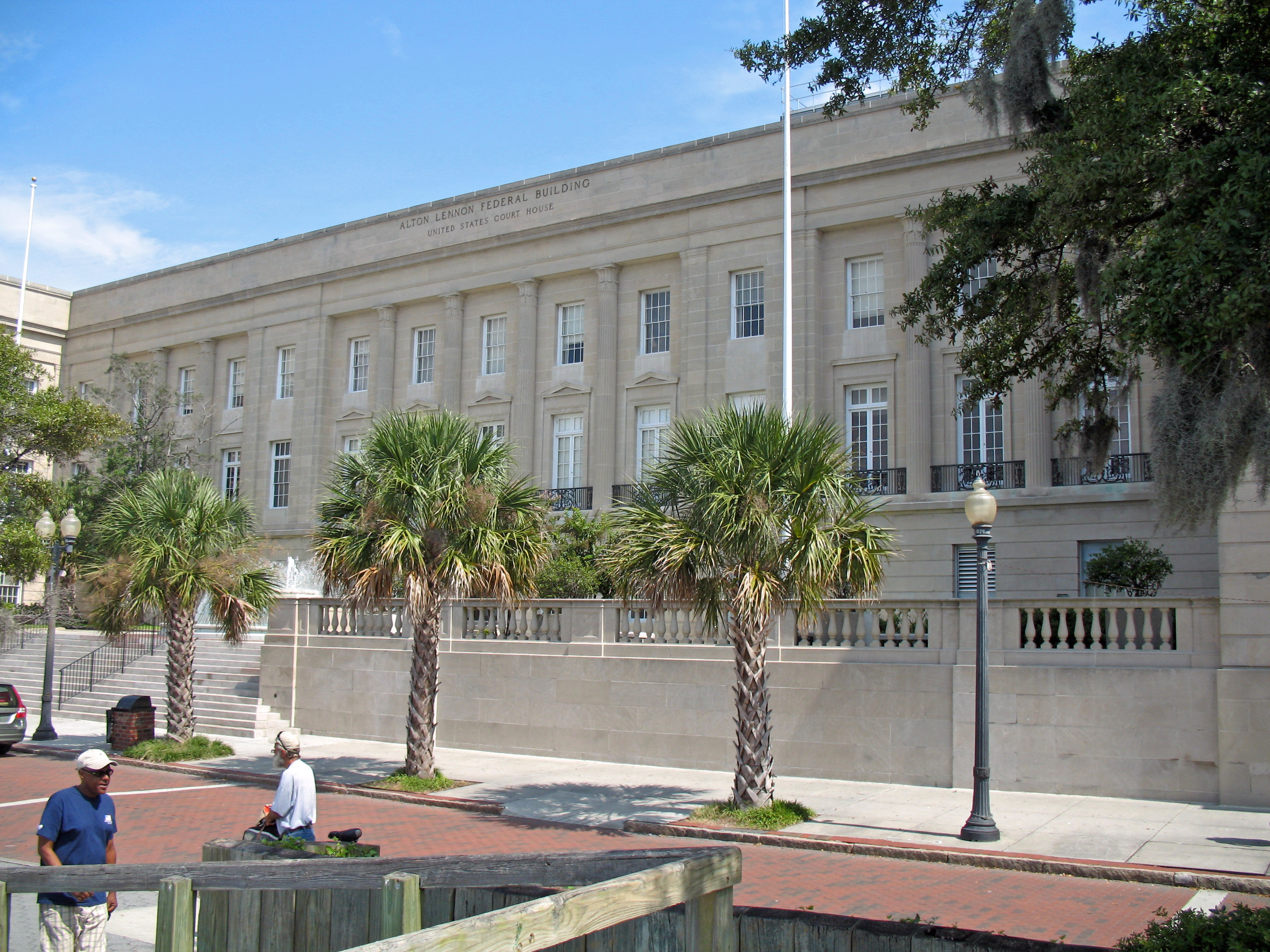
Le bâtiment fédéral et Palais de justice Alton Lennon.
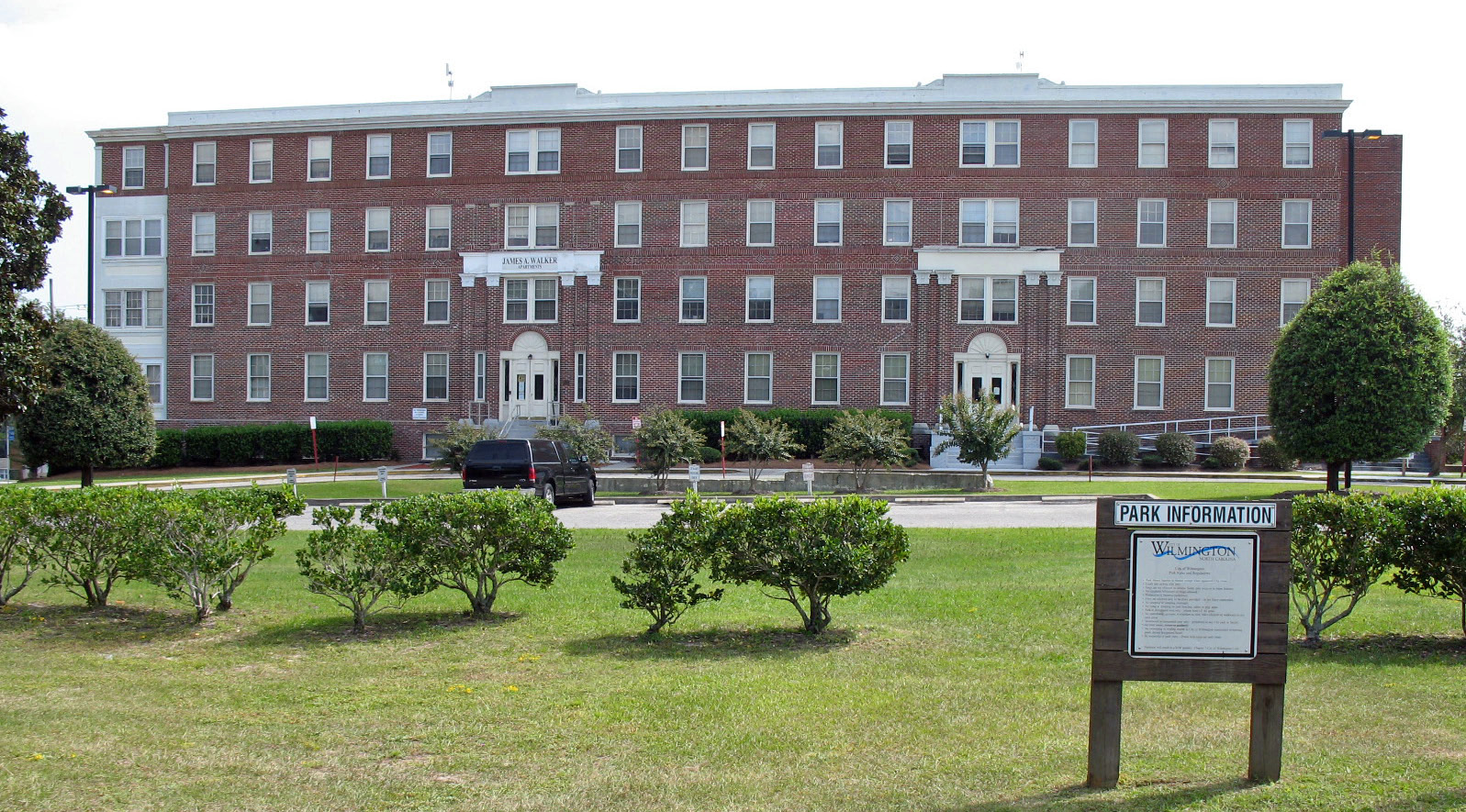
L'école d'infirmières James Walker.
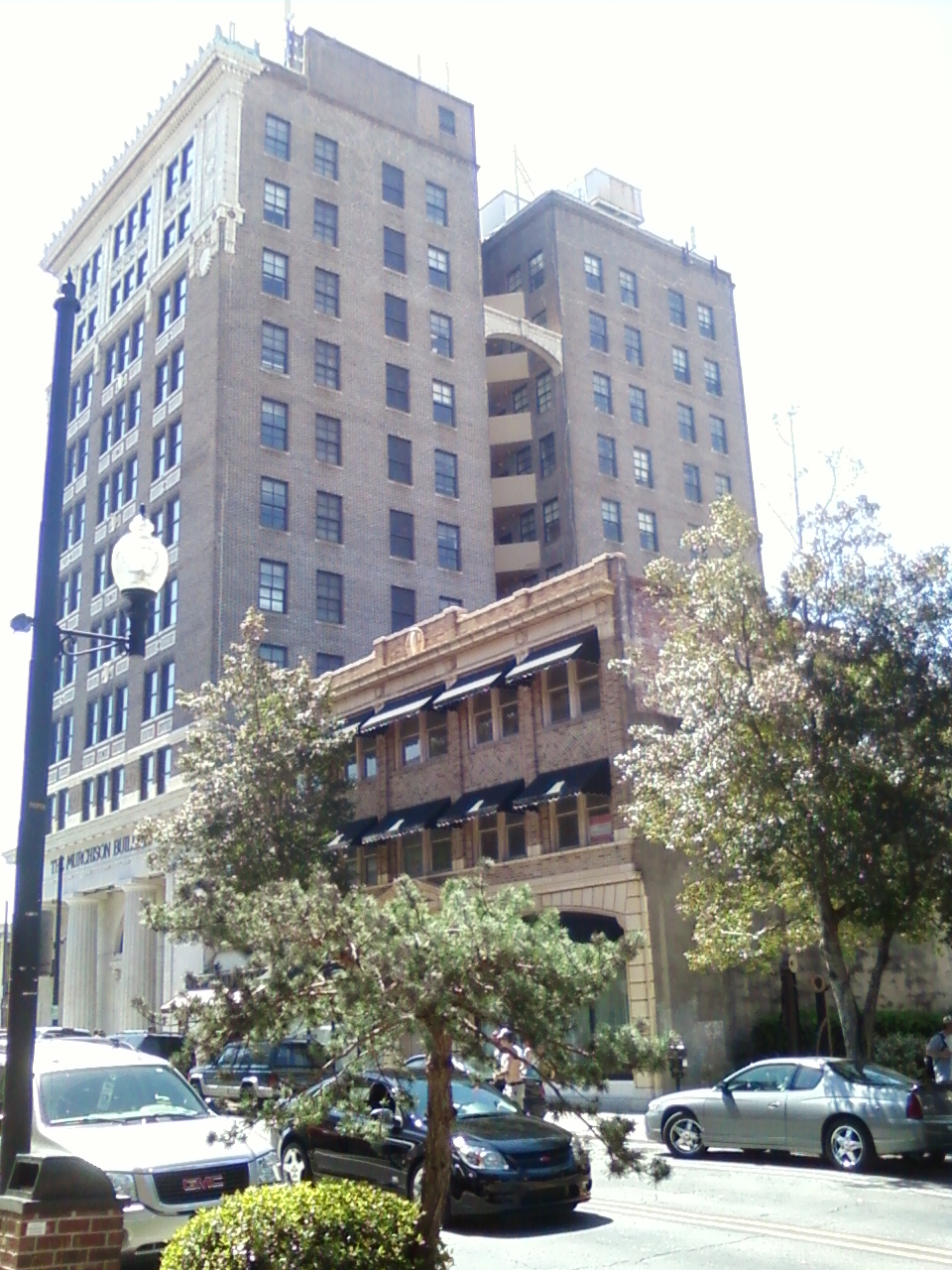
Le bâtiment Murchison.
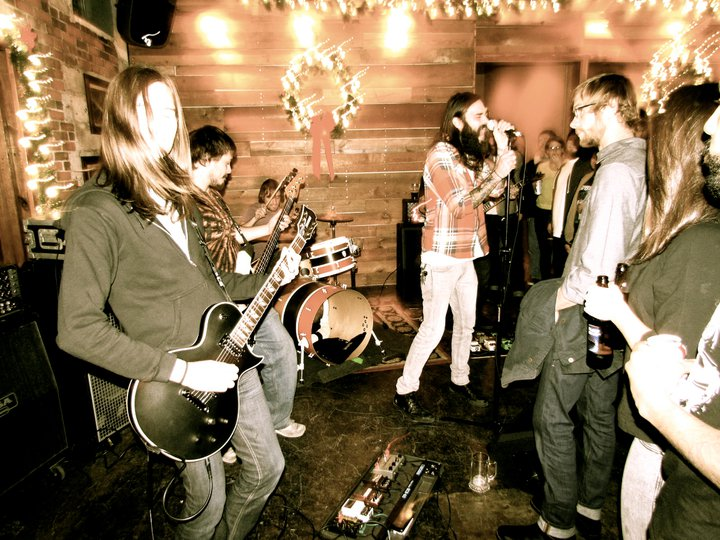
Le bar He Is Legend @ Satellite.
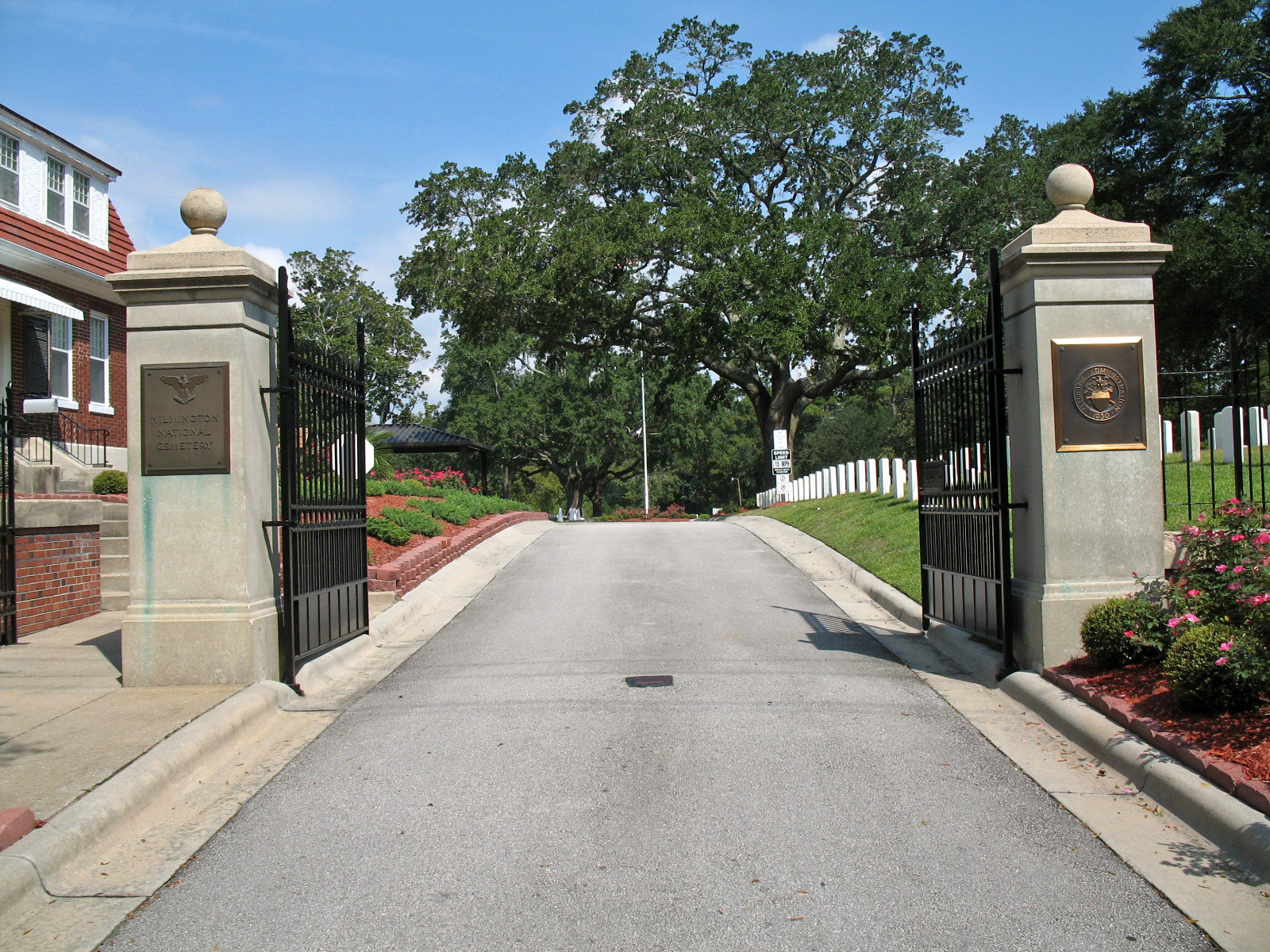
Entrée du cimetière national.
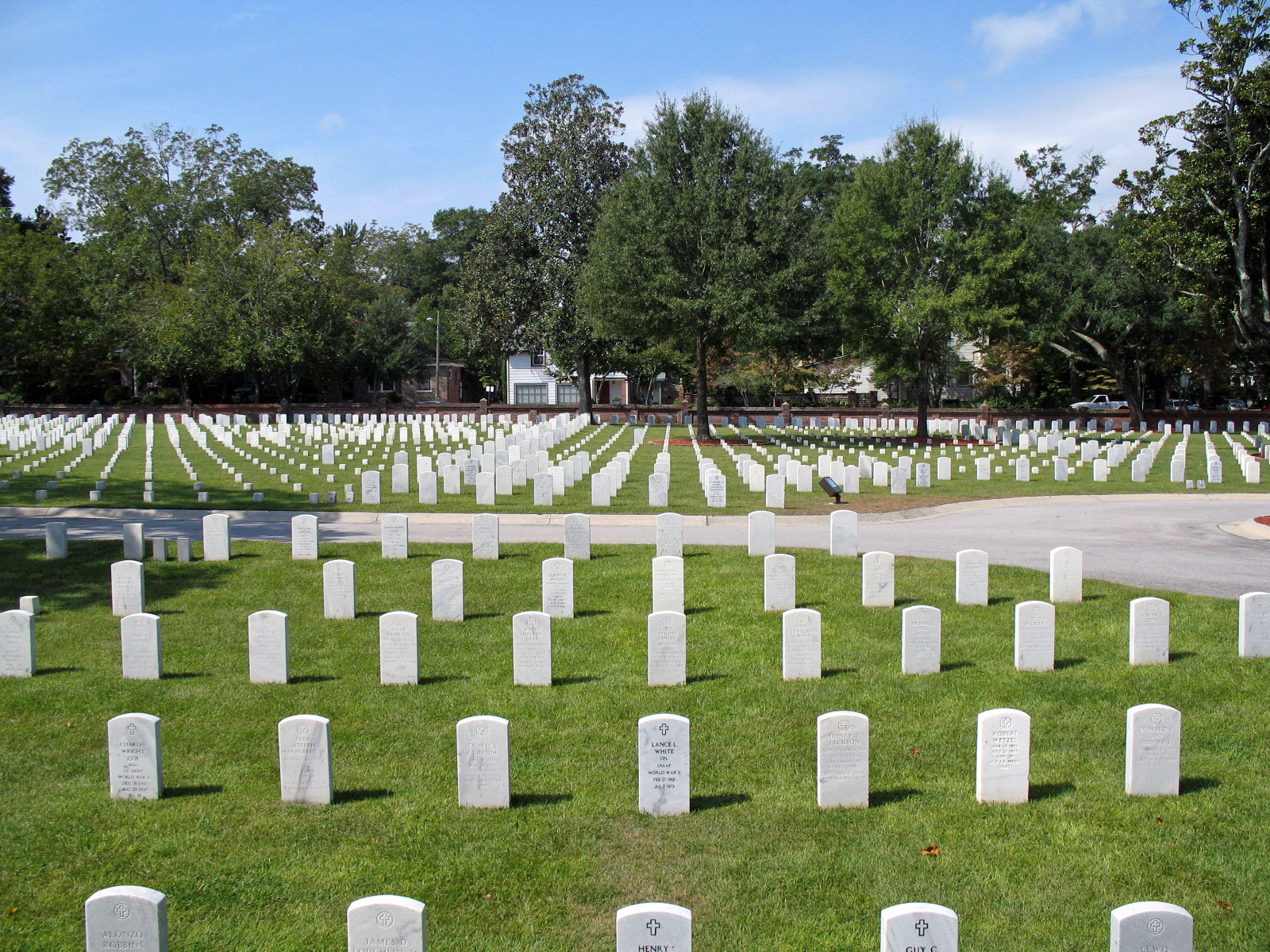
Cimetière national.